# Pileanthus peduncularis
Pileanthus peduncularis är en myrtenväxtart som beskrevs av Stephan Ladislaus Endlicher. Pileanthus peduncularis ingår i släktet Pileanthus och familjen myrtenväxter.

## Underarter
Arten delas in i följande underarter:
- P. p. peduncularis
- P. p. pilifer